# Worth Matravers
Worth Matravers är en ort och civil parish i Storbritannien.   Den ligger i kommunen Dorset och riksdelen England, i den södra delen av landet, 170 km sydväst om huvudstaden London. Worth Matravers ligger 37 meter över havet och antalet invånare är 644.
Terrängen runt Worth Matravers är platt. Havet är nära Worth Matravers söderut.  Närmaste större samhälle är Bournemouth, 17,6 km nordost om Worth Matravers. 